# Stuttgarter Tanz- und Theaterpreis
Der Stuttgarter Tanz- und Theaterpreis (bis 2011 Stuttgarter Theaterpreis) ist ein mit insgesamt 21.000 Euro dotierter Schauspielpreis, der seit 1988 jährlich im Rahmen des Landesfestivals der Freien Theater Baden-Württembergs vergeben wird. Dabei werden Einzelpreise in unterschiedlichen Kategorien von Fach- und Publikumsjuroren vergeben.
Ausgeschrieben wird der Preis vom Stuttgarter Kulturamt, dem Theaterhaus Stuttgart und dem Landesverband Freier Theater Baden-Württemberg.

## Geschichte
Erstmals vergeben wurde der Preis im Jahre 1988 von der Stuttgarter Zeitung, damals noch als Theaterpreis der Stuttgarter Zeitung. Jährlich wurde die Auszeichnung vergeben, bis die Stuttgarter Zeitung die Preisverleihung 2003 einstellte.
Das Stuttgarter Kulturamt rief den Preis daraufhin 2005 in Kooperation mit dem Theaterhaus und dem Landesverband Freier Theater wieder ins Leben und schreibt ihn seither im jährlichen Wechsel für Schauspiel oder Tanztheater aus. Nach einer Unterbrechung in den Jahren 2011 und 2012 wird der Preis seit 2013 in zweijährigen Rhythmus ausgeschrieben, jetzt als Stuttgarter Tanz- und Theaterpreis.

## Preisvergabe
Ein aus Regisseuren und Theaterfachleuten der Region Stuttgart bestehendes Kuratorium wählt unter allen Bewerbern, in der Regel professionellen freien Gruppen die Nominierten aus, die ihre Produktionen anlässlich eines Festivals der Jury und dem Publikum präsentieren. Die Fachjury vergibt dabei die eigentlichen Stuttgarter Tanz- und Theaterpreise, die in den Kategorien Schauspiel und Tanz mit je 6.000 Euro dotiert sind und die Sonderpreise für herausragende künstlerische Leistung (4.000 Euro Preisgeld) und außergewöhnliche darstellerische Leistung (2.000 Euro Preisgeld). Der Preis des Publikums ist mit 3.000 Euro dotiert.
Die Hauptpreise werden dabei von der Stadt Stuttgart, der Preis für herausragende künstlerische Leistung von der Staatlichen Toto- und Lottogesellschaft Baden-Württemberg, der Publikumspreis von der Germanwings GmbH und der Preis für außergewöhnliche darstellerische Leistung von der Stuttgarter Buchhandlung Wittwer gestiftet.

## Preisträger

### Stuttgarter Tanz- und Theaterpreis ab 2013
| Jahr | Stuttgarter Theaterpreis Schauspiel | Stuttgarter Theaterpreis Tanz                                                    | Sonderpreis für herausragende künstlerische Leistung | Sonderpreis für außergewöhnliche darstellerische Leistung | Publikumspreis                   |
| ---- | ----------------------------------- | -------------------------------------------------------------------------------- | ---------------------------------------------------- | --------------------------------------------------------- | -------------------------------- |
| 2013 | Herbordt / Mohren (Stuttgart)       | Aloun Marchal, Roger Sala Reyner, Simon Tanguy mit Gerro, Minos & Him (Mannheim) | snap deluxe (Freiburg)                               | Sudermann & Söderberg (Mannheim)                          | Sudermann & Söderberg (Mannheim) |

### Stuttgarter Theaterpreis bis 2011
| Jahr | Stuttgarter Theaterpreis                     | Sonderpreis für herausragende Leistung               | Sonderpreis für beste schauspielerische / tänzerische Leistung | Publikumspreis                                                |
| ---- | -------------------------------------------- | ---------------------------------------------------- | -------------------------------------------------------------- | ------------------------------------------------------------- |
| 2010 | Fabian Chyle COAC (Stuttgart)                | Katja Erdmann-Rajski (Stuttgart)                     | Katharina Wiedenhofer (Mannheim)                               | Fabian Chyle COAC                                             |
| 2009 | Theaterprojekt Stuttgart22 (Stuttgart)       | TART Produktion (Stuttgart)                          | Snezhina Petrova (Stuttgart)                                   | TIG7 (Mannheim)                                               |
| 2008 | Nicki Liszta (Stuttgart)                     | Bracke Langeneckert / Peter Wegener (Freiburg)       | Nina Kurzeja (Stuttgart)                                       | wanke.ensemble & figurentheater tübingen (Stuttgart/Tübingen) |
| 2007 | Nomad Theatre Ensemble (Stuttgart)           | Figurentheater Wilde & Vogel (Stuttgart)             | Regisseurin Tanja Richter und ihr Ensemble                     | Fliegen ab Stuttgart (Stuttgart)                              |
| 2006 | MS Tanzwerk (Heidelberg)                     | Nina Kurzeja und Ensemble (Stuttgart)                | Christine Chu (Stuttgart)                                      | Fabian Chyle (Stuttgart)                                      |
| 2005 | Mannheimer Theater Theaterhaus G7 (Mannheim) | Stefanie Oberhoff                                    | Barbara Stoll und Maarten Güppertz, Forum Theater Stuttgart    | Mannheimer Theater TIG 7 (Mannheim)                           |
| 2002 | Compagnia Vanessa Valk (Stuttgart)           | Said Mola "Barfuß Nackt Herz in der Hand" (Freiburg) |                                                                |                                                               |
| 2001 | Ensemble ambivaLENZ (Stuttgart)              |                                                      | Alberto Garcia (Ensemble Matrialtheater)                       |                                                               |